# Isomyia longicauda
Isomyia longicauda är en tvåvingeart som först beskrevs av Villeneuve 1917.  Isomyia longicauda ingår i släktet Isomyia och familjen Rhiniidae. Inga underarter finns listade i Catalogue of Life.